# Mesterij
Een mesterij is een industrieel bedrijf waar dieren worden gehouden om hun vleesmassa optimaal te vergroten ten behoeve van de slacht en verkoop voor vlees-consumptie.
De benaming komt oorspronkelijk af van het begrip mesten of vetmesten, dat, tot en met de 20e eeuw, gebruikt werd voor het voeden en klaar maken voor de slacht van dieren in boerenbedrijven.
Het specifieke woord mesterij wordt vooral gebruikt voor bedrijven met varkens (varkensmesterij), kippen en kalkoenen. Het woord mesterij heeft een omstreden klank gekregen en wordt daarom naar de buitenwereld enigszins verborgen, omdat de mesterijen werden geassocieerd met de uitbraak van diverse ernstige ziektes, waarvan sommige ook op mensen overdraagbaar bleken (zoönose).